# Vanna Bardot
Vanna Bardot (Miami, Florida; 3 de febrero de 1999) es una actriz pornográfica, modelo erótica y camgirl estadounidense.

## Biografía
Trabajó como peluquera de los 15 hasta los 18 años. No obstante, más tarde descubrió "que no me gustaba peinar ni maquillar a otras personas". Comenzó su andadura en la industria del entretenimiento para adultos como modelo de cámara web, con sesiones a través de MyFreeCams, y bailarina de club en Miami (Florida). Durante este tiempo, comenzó a investigar varias agencias de talentos para adultos, además de ver entrevistas y documentales sobre la industria.
Hizo su debut como actriz en mayo de 2018, a los 19 años de edad, grabando sus primeras escenas para el sitio AMKingdom. Tomó su nombre artístico del de una chica de la escuela secundaria a la que acudió. "Fue la primera chica de la que me enamoré, en el instituto. Pensé que era la chica más hermosa que jamás había existido y que su nombre era muy intrigante".
Como actriz, ha trabajado con productoras como Penthouse, Vixen, New Sensations, Evil Angel, Reality Kings, Deeper, Girlfriends Films, Zero Tolerance, Elegant Angel, Blacked, Slayed, Pure Taboo, Mofos, Brazzers, Girlsway, 21Sextury o Devil's Film, entre otras.
En noviembre de 2020, fue elegida Cherry of the Month del sitio web Cherry Pimps. En enero de 2021, la revista Penthouse la seleccionó como Penthouse Pet del mes. Ese mismo mes, fue nombrado por el sitio porno Bang! "Belleza de enero". En diciembre de ese año, el estudio porno canadiense Twistys la nombró Treat of the Month. En agosto de 2023, se convirtió en la modelo del mes de estudio TeamSkeet.
En 2020 recibió sus primeras nominaciones en los Premios AVN, siendo estas en las categorías de Mejor actriz revelación, Mejor escena de sexo en grupo por Fuck Club 2 y Mejor escena de sexo en realidad virtual por Sorority Hookup 6.
En 2021 volvía a estar nominada en los AVN, a Mejor actriz de reparto por A Killer on the Loose, a Mejor escena de sexo lésbico por Secret Lesbian Diaries 9 y a la de Mejor escena de trío Mujer-Hombre-Mujer por Sex Kittens. Así mismo lograba alzarse vencedora a la Mejor actuación solo / tease por su actuación en Woman.
Para 2023, por su trabajo en la escena "High Gear", dentro de la producción Blacked Raw V56, ganó respectivamente los Premios AVN a la Mejor escena de sexo en grupo y el entonces XBIZ (luego XMA) a Mejor escena de sexo en película vignette. Así mismo, se alzaba en los Premios XBIZ con el galardón a la Artista femenina del año.
Como actriz ha rodado más de 730 películas como actriz.
Alguno de sus trabajos son A Crush on Me, Brace Face 4, Dance For Me, Explicit Acts, Fierce, Grinders, Hot Bodies 6, Ignite 2, Lavish 3, Money, Play 2, Slutty Study Session, Three 2, Uncut 3 o Who Dares Wins.

## Premios y nominaciones
| Año  | Ceremonia    | Resultado | Premio                                               | Trabajo                                              |
| ---- | ------------ | --------- | ---------------------------------------------------- | ---------------------------------------------------- |
| 2020 | Premios AVN  | Nominada  | Mejor actriz revelación                              | —                                                    |
| 2020 | Premios AVN  | Nominada  | Mejor escena de sexo en grupo                        | Fuck Club 2                                          |
| 2020 | Premios AVN  | Nominada  | Mejor escena de sexo en realidad virtual             | Sorority Hookup 6                                    |
| 2021 | Premios AVN  | Nominada  | Mejor actriz de reparto                              | A Killer on the Loose                                |
| 2021 | Premios AVN  | Ganadora  | Mejor actuación solo / tease                         | Woman                                                |
| 2021 | Premios AVN  | Nominada  | Mejor escena de sexo lésbico                         | Secret Lesbian Diaries 9                             |
| 2021 | Premios AVN  | Nominada  | Mejor escena de trío M-H-M                           | Sex Kittens                                          |
| 2022 | Premios AVN  | Nominada  | Artista femenina del año                             | —                                                    |
| 2022 | Premios AVN  | Ganadora  | Mejor escena de sexo lésbico                         | Light Me Up                                          |
| 2022 | Premios AVN  | Nominada  | Mejor escena de sexo oral                            | Extra Credit                                         |
| 2022 | Premios AVN  | Nominada  | Mejor escena de trío H-M-H                           | Fucking Between Friends                              |
| 2022 | Premios AVN  | Ganadora  | Mejor escena de trío M-H-M                           | Another Person                                       |
| 2022 | Premios XBIZ | Nominada  | Artista femenina del año                             | —                                                    |
| 2022 | Premios XBIZ | Nominada  | Mejor actriz de reparto                              | Deny It All You Want                                 |
| 2022 | Premios XBIZ | Nominada  | Mejor escena de sexo en película lésbica             | Lesbian Workout 5                                    |
| 2022 | Premios XBIZ | Nominada  | Mejor escena de sexo en película                     | I Love You, You're Fired                             |
| 2022 | Premios XBIZ | Nominada  | Mejor escena de sexo en realidad virtual             | Queen Grabs It                                       |
| 2023 | Premios AVN  | Nominada  | Artista femenina del año                             | —                                                    |
| 2023 | Premios AVN  | Nominada  | Mejor actriz de reparto                              | Love, Sex and Music                                  |
| 2023 | Premios AVN  | Nominada  | Mejor actuación solo / tease                         | Money – Episode 2: Speak Easy to Me                  |
| 2023 | Premios AVN  | Ganadora  | Mejor escena de sexo en grupo                        | Blacked Raw V56                                      |
| 2023 | Premios AVN  | Ganadora  | Mejor escena de sexo lésbico                         | Heat Wave                                            |
| 2023 | Premios AVN  | Nominada  | Mejor escena de trío M-H-M                           | Grinders Part 3                                      |
| 2023 | Premios XBIZ | Ganadora  | Artista femenina del año                             | —                                                    |
| 2023 | Premios XBIZ | Nominada  | Mejor escena de sexo en película                     | Grinders                                             |
| 2023 | Premios XBIZ | Nominada  | Mejor escena de sexo en película                     | The Invitation                                       |
| 2023 | Premios XBIZ | Nominada  | Mejor escena de sexo en película gonzo               | Performers of the Year 2022                          |
| 2023 | Premios XBIZ | Nominada  | Mejor escena de sexo en película gonzo               | Threesome Room                                       |
| 2023 | Premios XBIZ | Ganadora  | Mejor escena de sexo en película de todo sexo        | Money                                                |
| 2023 | Premios XBIZ | Ganadora  | Mejor escena de sexo en película vignette            | Blacked Raw V56                                      |
| 2024 | Premios AVN  | Ganadora  | Artista femenina del año                             | —                                                    |
| 2024 | Premios AVN  | Ganadora  | Mejor escena de doble penetración                    | Influence: Vanna Bardot                              |
| 2024 | Premios AVN  | Ganadora  | Mejor escena de sexo anal                            | Influence: Vanna Bardot                              |
| 2024 | Premios AVN  | Nominada  | Mejor escena de sexo en grupo                        | Cum Gluttons: Try Not to Cum Challenge               |
| 2024 | Premios AVN  | Ganadora  | Mejor escena de sexo lésbico                         | Punch                                                |
| 2024 | Premios XBIZ | Ganadora  | Artista femenina del año                             | —                                                    |
| 2024 | Premios XBIZ | Nominada  | Artista lésbica del año                              | —                                                    |
| 2024 | Premios XBIZ | Nominada  | Mejor actuación protagonista                         | Influence: Vanna Bardot                              |
| 2024 | Premios XBIZ | Nominada  | Mejor escena de sexo en película gonzo               | Episode 119: Vanna, Cody & Dante                     |
| 2024 | Premios XBIZ | Nominada  | Mejor escena de sexo en película gonzo               | Jules Jordan’s Threeways 2                           |
| 2024 | Premios XBIZ | Nominada  | Mejor escena de sexo en película lésbica             | Break and Enter                                      |
| 2024 | Premios XBIZ | Nominada  | Mejor escena de sexo en película performance         | Influence: Vanna Bardot                              |
| 2024 | Premios XBIZ | Nominada  | Mejor escena de sexo en película protagonista        | Privilege                                            |
| 2024 | Premios XBIZ | Nominada  | Mejor escena de sexo en película de temática erótica | Influence: Vanna Bardot                              |
| 2024 | Premios XBIZ | Nominada  | Mejor escena de sexo en primera actuación            | Influence: Vanna Bardot                              |
| 2025 | Premios AVN  | Nominada  | Artista femenina del año                             | —                                                    |
| 2025 | Premios AVN  | Nominada  | Mejor escena de sexo anal                            | Vanna Bardot the Anal Queen                          |
| 2025 | Premios AVN  | Nominada  | Mejor escena de sexo chico/chica                     | Female Performer of the Year                         |
| 2025 | Premios AVN  | Nominada  | Mejor escena de sexo lésbico en grupo                | The 66th Day                                         |
| 2025 | Premios AVN  | Nominada  | Mejor escena de trío                                 | Dean Melissa Disciplines Naughty Vanna and Hollywood |
| 2025 | Premios XMA  | Nominada  | Artista femenina del año                             | —                                                    |
| 2025 | Premios XMA  | Nominada  | Mejor escena de sexo en orgía o grupal               | Bellesa's All Star Party                             |
| 2025 | Premios XMA  | Nominada  | Mejor escena de sexo en película                     | The 66th Day                                         |
| 2025 | Premios XMA  | Nominada  | Mejor escena de sexo en película lésbica             | Lesbian Performers of the Year 2024                  |
| 2025 | Premios XMA  | Nominada  | Mejor escena de sexo en película lésbica             | Perfect Duo Vanna and Anna Claire Lick Each Other Up |
| 2025 | Premios XMA  | Nominada  | Mejor escena de sexo en película vignette            | Flawless Beauty Vanna Has Insatiable Sexual Appetite |